# Carl Gunnar Lunde
Carl Gunnar Lunde es un deportista noruego que compitió en vela en la clase Tornado. Ganó una medalla de plata en el Campeonato Europeo de Tornado de 1986.

## Palmarés internacional
| \| Campeonato Europeo \| Campeonato Europeo \| Campeonato Europeo \| Campeonato Europeo \| \| Año \| Lugar \| Medalla \| Clase \| \| ------------------ \| ------------------ \| ------------------ \| ------------------ \| \| 1986 \| Travemünde (RFA) \| Medalla de plata \| Tornado \| |                  |                  |         |
| Campeonato Europeo |                  |                  |         |
| Año | Lugar            | Medalla          | Clase   |
| 1986 | Travemünde (RFA) | Medalla de plata | Tornado |